# 매사추세츠만

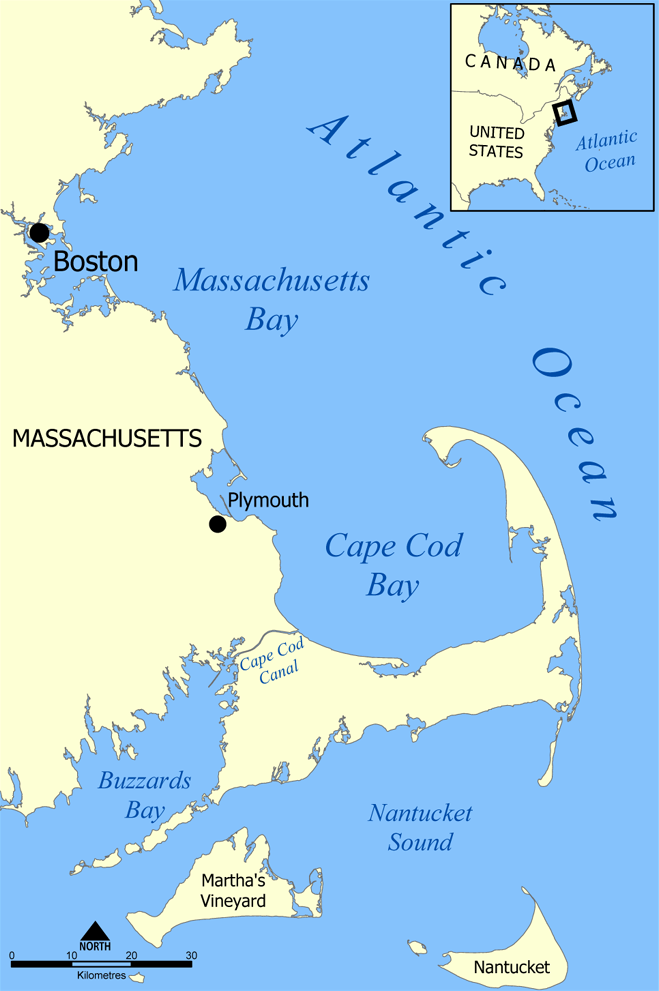
매사추세츠 만

매사추세츠 만(Massachusetts Bay)은 미국 매사추세츠주 연안의 대서양에 면한 만이다. 북쪽으로는 앤 곶 서쪽으로는 보스톤 항과 보스턴, 남쪽으로는 케이프 코드 만이 있다.